# Coralie Simmons
Pour les articles homonymes, voir Simmons.
Coralie Denise Simmons, née le 1er mars 1977 à Hemet (Californie, États-Unis), est une ancienne joueuse américaine de water-polo. Elle est médaillée d'argent aux Jeux de 2000.

## Carrière
Coralie Simmons fait partie de l'équipe américaine qui remporte la médaille d'argent lors des Jeux olympiques d'été de 2000.
Depuis 2016, elle est l'entraîneuse principale de l'équipe féminine de water-polo des Golden Bears de la Californie.
En 2023, elle intègre le USA Water Polo Hall of Fame.

## Palmarès

### Jeux olympiques
- Jeux olympiques d'été de 2000 à Athènes ( Grèce) :
  -  médaille d'argent du tournoi féminin

### Jeux panaméricains
- Jeux panaméricains de 1999 à Winnipeg ( Canada) ;
  -  médaille d'argent du tournoi féminin